# مترولاند (رواية)
مترولاند (بالإنجليزية: Metroland)‏ هي رواية للكاتب الإنجليزي جوليان بارنز، نشرت عام 1980، عن دار نشر جوناثان كيب.